# Conquista otomana de Lesbos
La conquista otomana de Lesbos tuvo lugar en septiembre de 1462. El Imperio Otomano, bajo el Sultán Mehmed II, sitió la capital de la isla, Mitilene. Después de su rendición, los otros fuertes de la isla se rindieron también. El acontecimiento puso fin al señorío genovés semiindependiente que la familia Gattilusio había establecido en el noreste del mar Egeo desde mediados del siglo XIV, y anunció el comienzo de la primera guerra otomana y veneciana al año siguiente.
A mediados del siglo XIV, la familia Gattilusio había establecido un señorío autónomo bajo el protectorado bizantino en Lesbos. Para 1453, los dominios de Gattilusio habían llegado a incluir la mayoría de las islas del noreste del Egeo. Sin embargo, tras la caída del Imperio Bizantino en 1453, Mehmed II comenzó a reducir los dominios de Gattilusio. A finales de 1456, sólo Lesbos permanecía en manos de Gattilusio, a cambio de un tributo anual al Sultán. En 1458 Nicolo II Gattiluso le arrebató el control de la isla a su hermano, y comenzó a prepararse para un eventual ataque otomano. Sin embargo, a pesar de sus llamamientos, no hubo ayuda de otras potencias occidentales. Mehmed II comenzó su campaña contra Lesbos en agosto de 1462, y los otomanos desembarcaron en la isla el 1 de septiembre. Después de unos días de escaramuza, los otomanos trajeron su artillería y comenzaron a bombardear el castillo de Mitilene. Al octavo día, los otomanos habían capturado las fortificaciones del puerto, y dos días después, tomaron la ciudad baja de Melanoudion. En este punto, el pánico se apoderó de los defensores, y su voluntad de seguir resistiendo se derrumbó. Nicolo Gattilusio entregó el castillo y el resto de la isla el 15 de septiembre, con la promesa de recibir propiedades de valor equivalente. En ese caso, fue llevado a Constantinopla, donde pronto fue estrangulado. A pesar de las promesas, muchos de los defensores fueron ejecutados, y una gran parte de los habitantes fueron llevados como esclavos, como sirvientes en el palacio del sultán, o para ayudar a repoblar Constantinopla. El gobierno otomano en Lesbos duró, con pequeñas interrupciones, hasta 1912.

## Antecedentes: los Gattilusi y los otomanos
Durante la Edad Media, la isla de Lesbos perteneció al Imperio bizantino. En la década de 1090, la isla fue brevemente ocupada por el emir turco Tzacas. En el siglo XII, la isla se convirtió en un blanco frecuente de las incursiones de saqueo de la República de Venecia. Después de la cuarta cruzada (1202-1204) la isla pasó al Imperio latino, pero fue reconquistada por el Imperio de Nicea en algún momento después de 1224. En 1354, fue concedida como feudo al genovés Francesco Gattilusio. Los Gattilusi también gobernaron la Vieja Focea en el territorio continental de Anatolia y la ciudad de Eno en Tracia, pero en la década de 1430, con el precipitado declive del poder bizantino, también se habían apoderado de Tasos y Samotracia.
La caída de Constantinopla en 1453 para el joven y ambicioso sultán otomano Mehmed II fue un punto de inflexión para toda la región. Los Gattilusi aprovecharon el acontecimiento para apoderarse de la isla de Lemnos, pero el sultán exigió ahora a los gobernantes de Lesbos un tributo anual de 3000 monedas de oro, y otras 2325 monedas de oro para Lemnos. La posición de vasallaje fue confirmada en 1455, cuando una flota otomana bajo el mando de Hamza Bey recorrió las islas del Egeo oriental: Domenico Gattiluso, gobernante de Lesbos, envió a su secretario griego, el historiador Ducas, para que se reuniera con la flota con ricos regalos y protestas de amistad y devoción. Domenico había sucedido recientemente a su padre; cuando envió a Ducas al sultán con el tributo habitual poco después de la visita de Hamza, Ducas se encontró con la exigencia de que el propio Domenico se presentara ante Mehmed II para que se confirmara su sucesión. Domenico accedió, pero se vio obligado a ceder Tasos, aceptar un aumento del tributo para Lesbos hasta 4000 monedas de oro y comprometerse a perseguir a los piratas catalanes que infestaron la costa de Anatolia frente a Lesbos.
Esto no impidió que el sultán se apoderara de la Vieja Focea en diciembre, o que atacara los dominios del primo de Domenico, Dorino II de Eno, en enero de 1456: El mismo Mehmed II capturó Eno, mientras que su almirante Yunus Pasha tomó las islas de Imbros y Samotracia. Lemnos, gobernado por el hermano menor de Domenico, Niccolò Gattilusio, también se perdió cuando la población local se rebeló en la primavera de 1456 y pidió ayuda a los otomanos. La misma suerte corrió Lesbos, por el momento, en parte por la impotencia general de las potencias cristianas en el Egeo, que no representaban una amenaza inmediata, y en parte porque la atención de Mehmed II se desvió hacia el norte, a sus guerras con Serbia y Hungría. En el otoño de 1456, un escuadrón papal bajo el cardenal Ludovico Trevisan capturó las islas de Lemnos, Tasos y Samotracia. Aunque los Gattilusi no tuvieron nada que ver con esto, en el verano de 1457 Mehmed II envió su flota para atacar Lesbos. El ataque de los otomanos a Metimna fracasó, sin embargo, frente a una resistencia determinada, y con la ayuda de los barcos de Trevisan.
A finales de 1458, Niccolò Gattiluso, que había encontrado refugio en Lesbos, depuso y estranguló a su hermano mayor, usurpando el dominio de la isla. Junto con la tolerancia de Niccolò a las actividades piratas de los catalanes, esto sirvió como un pretexto perfecto para que Mehmed II capturara Lesbos. En preparación para la próxima campaña, el sultán comenzó una expansión de su flota, e inició extensas obras alrededor de Constantinopla y los Dardanelos, con el fin de asegurar una base de operaciones inexpugnable para su marina. Niccolò Gattilusio envió varios enviados para buscar ayuda de Génova, el papado y otros estados europeos, pero con poco éxito. Las rivalidades políticas entre las familias genovesas hicieron que ni la metrópoli, ni la vecina colonia genovesa de Quíos, que antes se había comprometido a proporcionar 300 hombres cuando Lesbos se vio amenazada por un ataque otomano, estuvieran dispuestas a acudir en ayuda de los Gattilusi. Mientras tanto, los otomanos lograron recuperar las islas perdidas a manos de Trevisan (1459) y someter al Despotado bizantino de Morea (1460), consolidando su control sobre la Grecia continental. El último déspota del Morea, Demetrio Paleólogo, recibió como apéndice los antiguos dominios de Gattilusi, pero Niccolò Gattiluso se ocupó de reforzar el castillo de Mitilene, acaparando suministros y cavando «trincheras, fosos y montículos de tierra», según Ducas, actividad que fue probablemente la ocasión de una inscripción incorporada a los muros del castillo y datada en 1460.

## Conquista de Lesbos

### Fuerzas oponentes

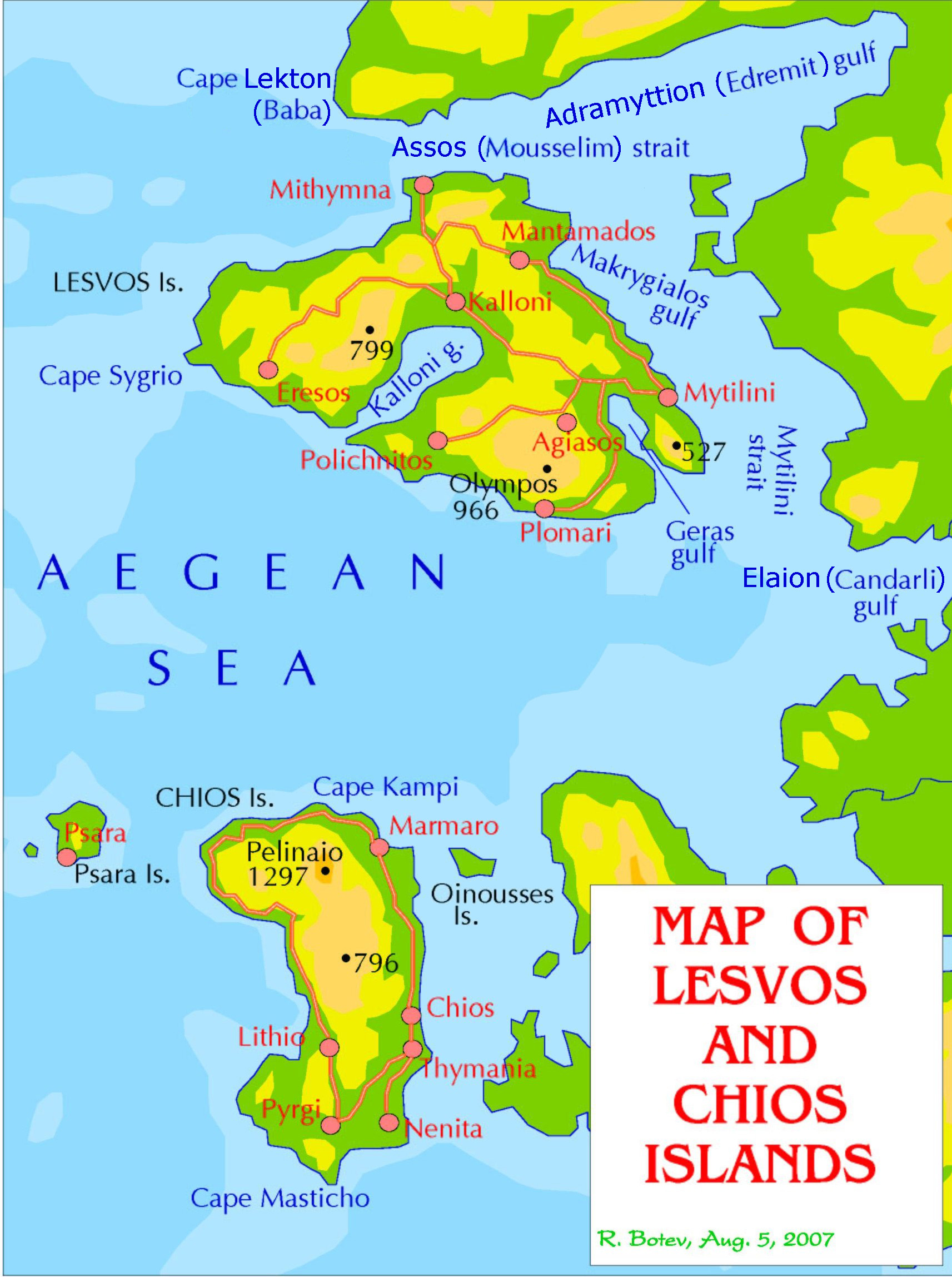
Mapa moderno de las islas de Lesbos (arriba) y Chios (abajo)

En agosto de 1462, Mehmed II cruzó a Anatolia. Después de visitar las ruinas de Troya, donde, según Critóbulo, se inspiró para considerarse el vengador de los antiguos troyanos contra los griegos, marchó a Aso, en la costa frente a Lesbos. Un relato contemporáneo de un caballero hospitalario, escrito unas semanas después, sitúa su ejército en 40 000 hombres. El ejército estaba acompañado por una poderosa flota, liderada por Mahmud Pasha. Las fuentes difieren en cuanto a su fuerza y composición: el relato del «hospitalario» registra 8 barcos «armados con maquinarias de asedio» (probablemente de cañón), 25 galeras y 80 barcos más pequeños; el arzobispo católico de Mitilene, Benedetto, en una carta, registra 5 barcos armados, 24 galeras y 96 fustas; Stefano Magno escribe que eran sobre 6 barcos armados, 12 galeras y 47 fustas; Ducas registra 7 barcos de transporte y 60 galeras; Laónico Calcocondilas registra 25 galeras y 100 barcos más pequeños; los informes venecianos hablan de 65 barcos en total; mientras que Critóbulo eleva su número a 200.
Ducas sitúa los defensores en 5000, pero el arzobispo Benedetto afirma que solo estaban presentes 1000; entre ellos 70 caballeros hospitalarios y 110 mercenarios catalanes. Según Ducas , la ciudad de Mitilene albergaba una población civil de unos 20 000 habitantes. Los defensores esperaban además la ayuda de los venecianos. Una flota veneciana bajo el mando de Vettore Cappello estaba cerca de Quíos, pero su comandante tenía instrucciones estrictas de no hacer nada que pudiera provocar una guerra con los otomanos. Después de que el asedio comenzó, Cappello con sus 29 galeras navegó hacia Lesbos, y pudo fácilmente destrozar la flota turca, cuyas tripulaciones habían ido a tierra para ayudar en el asedio, pero se abstuvo de hacerlo.

### Sitio de Mitilene
El 1 de septiembre, la flota bajo el mando de Mahmud Pasha llegó a la isla, atracando en el puerto de san Jorge. Niccolò mandó enviados para preguntar la razón de su presencia, ya que había mantenido el pago del tributo. Mahmud Pasha respondió exigiendo la rendición de Mitilene y de toda la isla. El mismo Mehmed II cruzó con su ejército a la isla vía Agiasmati, y repitió su demanda a Niccolò, pero este respondió que solamente se sometería a la fuerza. Mahmud Pasha entonces persuadió al sultán para que volviera a Anatolia y le dejara el asedio a él, para que la flota veneciana no le cortara el paso en Lesbos.
El almirante otomano desembarcó a los invasores, que arrasaron el campo, pero capturaron a pocos habitantes, ya que la mayoría permaneció en los fuertes de la isla. Después de cuatro días, llegaron seis grandes cañones, cada uno de ellos capaz de lanzar proyectiles de más de 320 kg. Tres fueron emplazados en las fábricas de jabón cerca de la muralla de la ciudad, uno en san Nicolás, uno en santa Kali y uno en los suburbios frente a una torre barbacana, sostenida por un monje y un caballero hospitalario. Se apilaron piedras delante de ellos para protegerlos de los misiles de los defensores. El bombardeo duró diez días y causó grandes daños a las murallas: la torre de la Virgen y la sección adyacente de las murallas se redujeron a ruinas; mientras que el cañón de san Nicolás fue tan efectivo contra la torre que guardaba el puerto que ningún defensor se atrevió a acercarse a ella. Los turcos capturaron la torre medio derruida al octavo día y levantaron sus estandartes rojos sobre ella.
Los otomanos entonces concentraron sus esfuerzos contra el castillo inferior, conocido como Melanudio. Este fue defendido por el primo de Niccolò, Luchino Gattilusio. Sus tenientes más experimentados sugirieron prenderle fuego y abandonarlo, para que los turcos no lo capturaran y lo usaran para capturar la ciudadela. Luchino, sin embargo, insistió en que podía mantener la posición. De hecho, aguantó durante cinco días contra los repetidos ataques otomanos, aunque los turcos una vez lograron escalar las murallas y llevarse una bandera aragonesa como trofeo. Al día siguiente, sin embargo, un asalto masivo de 20 000 otomanos se abrió paso, y condujo a los defensores restantes a la ciudadela. El propio Luchino apenas escapó, espada en mano, y su informe sobre el avance otomano aterrorizó a la población que se había refugiado en la ciudadela.
Su pánico aumentó por el fuego de un enorme mortero, que destruyó casas enteras, junto con las personas que se refugiaban en ellas, y expulsó a los defensores de las murallas, por lo que tuvieron que ser convencidos mediante grandes sumas de dinero para hacer frente al fuego de la artillería otomana y reparar las brechas en las murallas. Con las sospechas que circulaban de que Luchino y el comandante del castillo habían mostrado a Mahmud Pasha las secciones débiles de la muralla, la disciplina se quebró por completo. Los soldados irrumpieron en los almacenes y los saquearon, emborrachándose con vino y consumiendo provisiones que habrían permitido al castillo aguantar durante todo un año. Cuando los jenízaros se movieron hacia las brechas, encontraron escasa resistencia. Como comenta William Miller, aunque bien provisto de alimentos y motores de guerra, el lugar carecía de un soldado valiente y experimentado, que hubiera inspirado a la guarnición con entusiasmo, y después de un consejo, se decidió rendirse al Sultán, siempre que sus vidas y propiedades fueran respetadas.

### Rendición y consecuencias

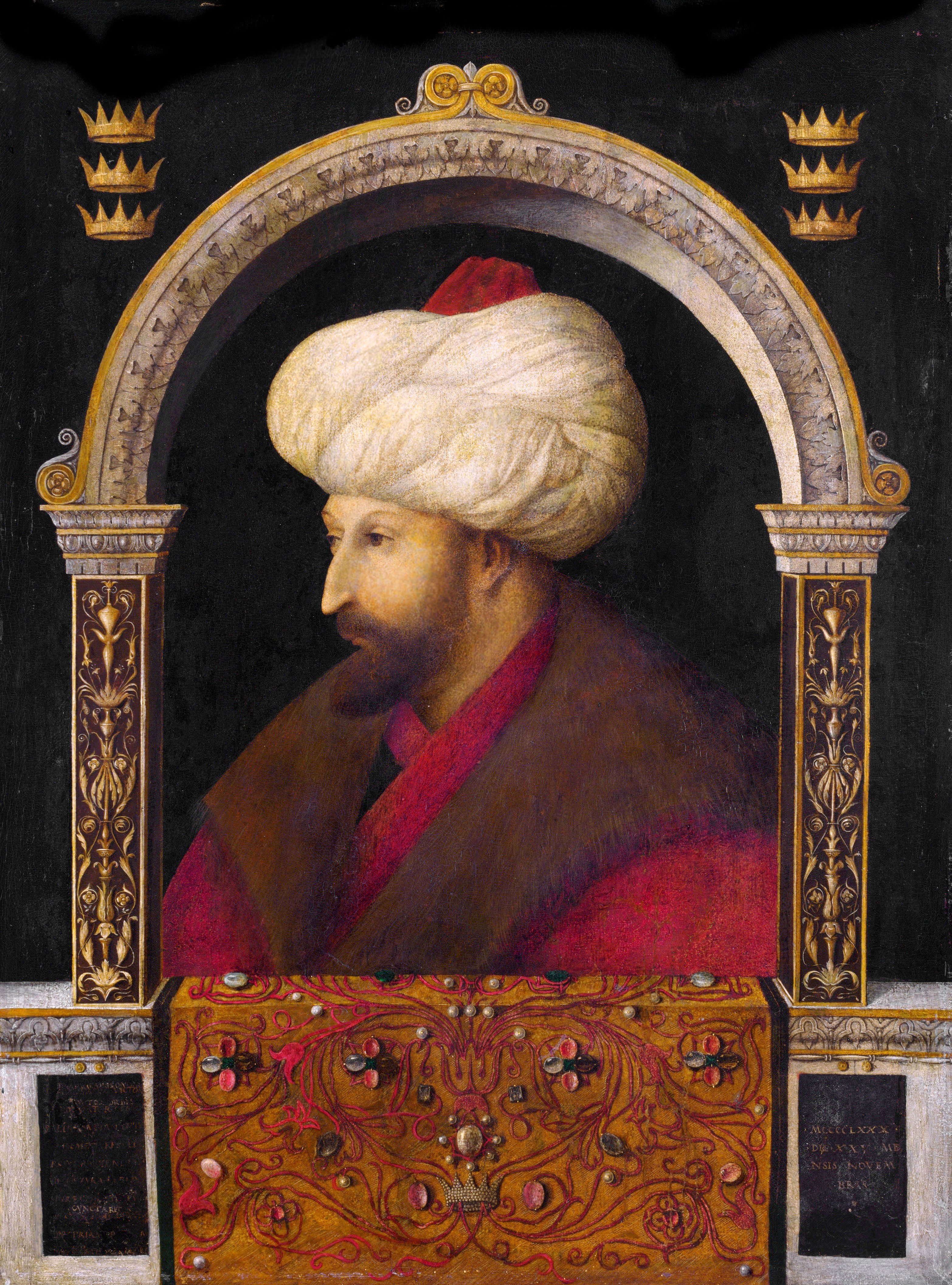
Retrato de Mehmed II pintado por Gentile Bellini

Mahmud Pasha redactó un documento que esbozaba los términos de la rendición y juró por su espada y por la cabeza del sultán que sus vidas estarían a salvo. Niccolò también exigió que se le diera, como recompensa, un dominio de valor equivalente. Al enterarse de la rendición, Mehmed II cruzó de nuevo a la isla, donde permaneció durante cuatro días. Acompañado por los notables de Mitilene, Niccolò entregó las llaves de la fortaleza al Sultán y le suplicó su perdón. Mehmed II aceptó y le indicó que ordenara la entrega de las otras fortalezas de la isla -Metimna, Ereso y san Teodoro (probablemente cerca de Antisa)- también. Niccolò cumplió, enviando una carta con su sello a los fuertes, instando a sus guarniciones a que se sometieran. La guarnición de san Teodoro envió emisarios a Cappello ofreciendo entregar el fuerte a Venecia en su lugar, pero se negó. Después de permitir que sus tropas celebraran su victoria en un festín de borrachera, en el que se quemaron las casas que quedaban del barrio de Melanudio, Mehmed II instaló una guarnición de 200 jenízaros y 300 infantes irregulares o azaps como guarnición en Mitilene, y confió su gobierno al jeque persa Ali al-Bistami.
Aunque se había garantizado la vida de todos los habitantes de la isla, unos 300 soldados italianos fueron ejecutados como piratas al ser cortados por la mitad -el sultán, según se informa, señaló que así cumplía la promesa de Mahmud Pasha de perdonarles la cabeza. Al principio, la población civil no sufrió daños, pero el 17 de septiembre los habitantes de Mitilene recibieron la orden de desfilar ante el sultán y tres empleados, que registraron sus nombres: unos 800 niños y niñas fueron seleccionados para el servicio en el palacio del sultán, entre ellos la famosa y hermosa hermana de Niccolò, María, que se convirtió en miembro del harén del sultán, y su hijo Alejo, que se convirtió en paje del palacio; mientras que el resto de la población se dividió en tres: a los más pobres y débiles se les permitió permanecer en sus casas, pero los más fuertes y sanos fueron vendidos en subasta como esclavos de los jenízaros, y la tercera parte, incluyendo la nobleza de la isla, fueron enviados a repoblar Constantinopla. En total, unos 10 000 habitantes de la isla fueron desarraigados violentamente de sus hogares, algunos de los cuales perecieron en los barcos atestados que los transportaban a Constantinopla y a los mercados de esclavos. El propio Niccolò Gattilusio fue llevado a Constantinopla, junto con su primo Luchino. Se convirtieron al Islam en un esfuerzo por salvar sus vidas, pero poco después fueron estrangulados por orden de Mehmed.
Cuando estalló la Primera Guerra otomana-veneciana al año siguiente, los antiguos dominios de Gattilusio eran un objetivo obvio para las flotas cristianas. Pero aunque los venecianos capturaron a Lemnos en 1464, seguidos por Imbros, Tenedos y Samotracia, estas conquistas resultaron efímeras, ya que fueron recapturadas por los turcos o abandonadas al final de la guerra. En abril de 1464, los venecianos bajo Orsato Giustiniano sitiaron Mitilene, pero se vieron obligados a retirarse después de seis semanas de infructuosos ataques, llevándose a todos los habitantes cristianos que pudieron. La isla permaneció bajo el dominio otomano durante cuatro siglos y medio, hasta que fue capturada por el Reino de Grecia el 22 de noviembre de 1912, durante la Primera Guerra de los Balcanes.